# Kibara coriacea
Kibara coriacea es una especie de planta de flores perteneciente a la familia  Monimiaceae. Se encuentra en la  India, Indonesia, Malasia, y Singapur. 
Es un árbol que se desarrolla en las tierras bajas de selvas lluviosas.

## Fuente
- World Conservation Monitoring Centre 1998.  Kibara coriacea.   2006 IUCN Red List of Threatened Species.   bajado el 22-08-07.